# شوهی اوسوگی
شوهی اوسوگی (انگلیسی: Shuhei Uesugi؛ زادهٔ ۱۸ مهٔ ۱۹۹۲) بازیگر اهل ژاپن است. وی از سال ۲۰۱۵ میلادی تاکنون مشغول فعالیت بوده‌است.